# Vidres A La Sang
Vidres A La Sang es una banda española de Death metal catalán creada en febrero de 2002, por Eloi (guitarra y vocalista) Carles (batería) Albert (guitarra solista) y Marcos (bajo y voces).

## Biografía
Vidres A La Sang se formó en febrero de 2002 como proyecto de música extrema. Fue cuando Eloi (guitarra/vocalista) y Carles (Batería) empezaron a trabajar sobre algunos temas. Más adelante, esos mismos temas empiezan a tomar forma y se unen al proyecto Albert (guitarra solista) y Marcos (bajo y voces). La banda empieza a desarrollar nuevas ideas que van dando forma al proyecto como cantar en catalán, poemas de Miquel Martí i Pol adaptados a su música, además de un maquillaje no muy convencional en el mundo Black Metal, ya que sus caras son de color rojo y negro, a fin de desmarcarse un poco de la saturada tendencia del estilo. A medida que se va desarrollando el sonido se van introduciendo nuevas influencias orientadas hacia el death metal y el heavy metal, hasta que el resultado de los tres estilos anteriormente mencionados queda definitivamente configurado. La banda prefiere buscar la perfección compositiva de los pocos que tiene, hasta llegar al resultado deseado. Es entonces cuando el grupo decide medir su conexión con el público mediante una serie de conciertos en su localidad que resultan todo un éxito. El siguiente paso a seguir, y hasta la fecha el más importante, sería el de meterse en estudio para grabar el que sería el primer larga duración del grupo, “Vidres A La Sang”. Para la producción del disco contarían con Mr. AX (Asgaroth), que desarrollaría un sonido para la banda que sorprendería a propios y a extraños por su potencia, nitidez, y contundencia. El resultado de la grabación, muy por encima de las expectativas, hace pensar al grupo en algo más, y deciden probar suerte con una autoedición del disco debut, a fin de poder financiarse sus propios gastos y también a modo de engordar un poco el currículum de la banda para un posible contacto futuro con alguna discográfica. A pesar de las magníficas expectativas, surge un gran contratiempo para la banda, y es que Carles decide dejar el grupo y su vinculación con la música por motivos personales. Al margen de todos los sucesos acontecidos el grupo toma contacto con el sello de Xtreem Music, y en particular con Dave Rotten, que se muestra interesado por la propuesta del grupo, y decide después de un tiempo de reflexión, apostar por ellos y ofrecerles la reedición del CD debut a fin de darle mayor promoción y salida. 
Un tiempo después, Carles vuelve a la banda que recupera así su formación original para preparar el segundo disco. 
El segundo disco lleva por nombre “Endins” y después del éxito cosechado con el debut, se esperan grandes cosas de la banda para confirmarse en la escena nacional y dejar de ser una revelación. Para la producción contarían de nuevo con Mr. Ax de nuevo. 
“Endins” es un trabajo maduro, directo, apocalíptico y sofisticado que espera satisfacer los oídos más exigentes. El disco ve luz el 1 de septiembre de 2006 y para los conciertos de presentación cuentan con la colaboración detrás de los parches del prestigioso y reconocido baterista de Baalphegor, Alfred Berengena, pues Carles, esta vez definitivamente deja la banda y la música por motivos personales. Los conciertos de presentación del nuevo trabajo “Endins” fue todo un éxito y la respuesta del público así como el de la prensa son unánimes en señalar a Vidres a la Sang como la gran esperanza del metal extremo. La asignatura pendiente de la banda será demostrar su poderío fuera de sus fronteras en un futuro ya no muy lejano. Vidres a la Sang concluyendo, es una banda que reúne Death metal, Black metal, y Heavy metal. En opinión de algunos de sus fanes "Vidres A La Sang es música extrema, si, pero por encima de todo, Vidres A La Sang es sentimiento, honestidad, rabia, dolor, y un auténtico desafío a la muerte...".

## Discografía

### Vidres A La Sang (2004)
Vidres A La Sang es el primer álbum de estudio de la banda con el mismo nombre, lanzado en julio de 2004, por la disquera Xtreem Music. Tiene una duración de 35 minutos y se compone de 6 canciones que son:
1. El Més Dur Sempre Guanya
2. Un Dia Qualsevol
3. La Terra I Tu
4. El Nostre Silenci
5. La Nostra Estirp
6. De Sobte El Foc

### Endins (2006)
Endins es el segundo álbum de la banda catalana Vidres A La Sang, lanzado en septiembre de 2006 por la disquera Xtreem Music, la cual también lanzó su primer disco, “Vidres A La Sang”. Tiene una duración de aproximadamente 39 minutos, el cual contiene 6 canciones al igual que su primer disco.
Su tracklist es:
1. Amb Tota Rancúnia
2. Els Límits De La Creació
3. Identitat
4. Negre Destí, Roja Venjança
5. Torna Al Teu Clos
6. Tots Els Paisatges Són Iguals

### Som (2009)
1. Som
2. Policromía
3. Esclaus de la Modernitat
4. A l'Ombra
5. El Crit
6. No Tornaré a Ser Jove

### Set de Sang (2018)
1. Els vents bufen a favor
2. Emergiré
3. Miraré de no tornar-me a perdre
4. El mur
5. El poble redemptor
6. Som pelegrins
7. L'òrbita del cor

## Miembros

### Actuales[1]
1. Eloi Boucherie - Guitarra rítmica y voz
2. Cristian Vilches - Bajo y voces
3. Albert Martí - Guitarra solista
4. Jordi Farré - Batería